# Сканда-варман IV
Сканда-варман IV (там. நான்காம் கந்தவர்மன்) — володар Паллавів.

## Життєпис
Ймовірно був сином Сімха-вармана II. Відповідно до цього посів трон близько 477 року, хоча є припущення, що це сталося близько 460 року. Раніше його панування відносили до 340—364 року, втім це сумнівно. Його батьківство також приписують Кумаравішну II і тому міг отримати владу близько 516 року. З огляду на останню гіпотезу можливо панував з рідним або зведеним братом Будда-варманом II. За ще однією версією був родичем Кумаравішну II і молодшим співправителем й тому отримав певну владу у 506 році. Втім більшість вчених відносять його панування на чверть століття раніше.
Воював проти Мрігесавармана, правителя Кадамбів, від якого зазнав тяжких поразок. Можливо внаслідок цього близько 485 року втратив владу (або 475).